# 珍貴的禮物

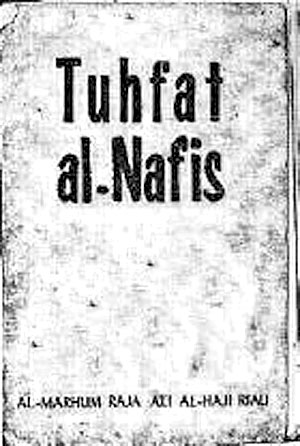
《珍贵的礼物》的封面

珍貴的禮物 （阿拉伯語：Tuhfat al-Nafis）是廖內蘇丹國王子拉惹阿里哈吉（Raja Ali Haji）編寫的歷史書籍。他也是一位作家，有布吉人（武吉士人）血統。這本書寫於1885年，以爪夷文書寫。這本書記錄了18世紀至19世紀馬來各州的的事件。本書記載了登嘉樓的興起和柔佛蘇丹馬末沙二世的被殺。
珍貴的禮物有四份手稿。1890年的抄本於1923年由倫敦皇家亞洲學會馬來亞分會出版。
珍貴的禮物卷首有一段取自馬來紀年的摘要，然後更詳細記載柔佛蘇丹王朝（柔佛-廖內蘇丹國）的的歷史。杜法（Tuhfat）是武吉士王子中一個活躍的角色，因其軍事和外交的手腕使柔佛-廖內蘇丹國在廖內、雪蘭莪、三發和馬坦蘇卡達納（Matan-Sukadana）間獲得重要地位。
本書上半部反覆出現的主題是廖內的米南佳保人和馬來人和武吉士人的聯盟部隊之間的衝突。衝突於廖內各省和錫國、吉打、雪蘭莪和加里曼丹發生。下半部包括18世紀中期到1864年廖內的武吉士人和馬來人間的敵對，以及1756年和1784年由馬六甲的武吉士人的帶領下，對荷蘭人的兩次襲擊。最後荷蘭人與廖內蘇丹簽條約，廖內成了荷蘭東印度公司的封地，最後一次進攻結束。
雖然珍貴的禮物以廖內和柔佛的歷史的為主，可是也結合了歷史上許多其他如馬來各州如錫國、吉打、雪蘭莪、吉蘭丹和婆羅洲西海岸等地的歷史。